# ソリフラクション
ソリフラクション（英: solifluction）とは、傾斜面において水分を含んだ表層部が重力の作用により下方に滑りながら超長期の期間を経て移動するマスムーブメントの一つで、土壌の侵食作用の一種である。

## 概要

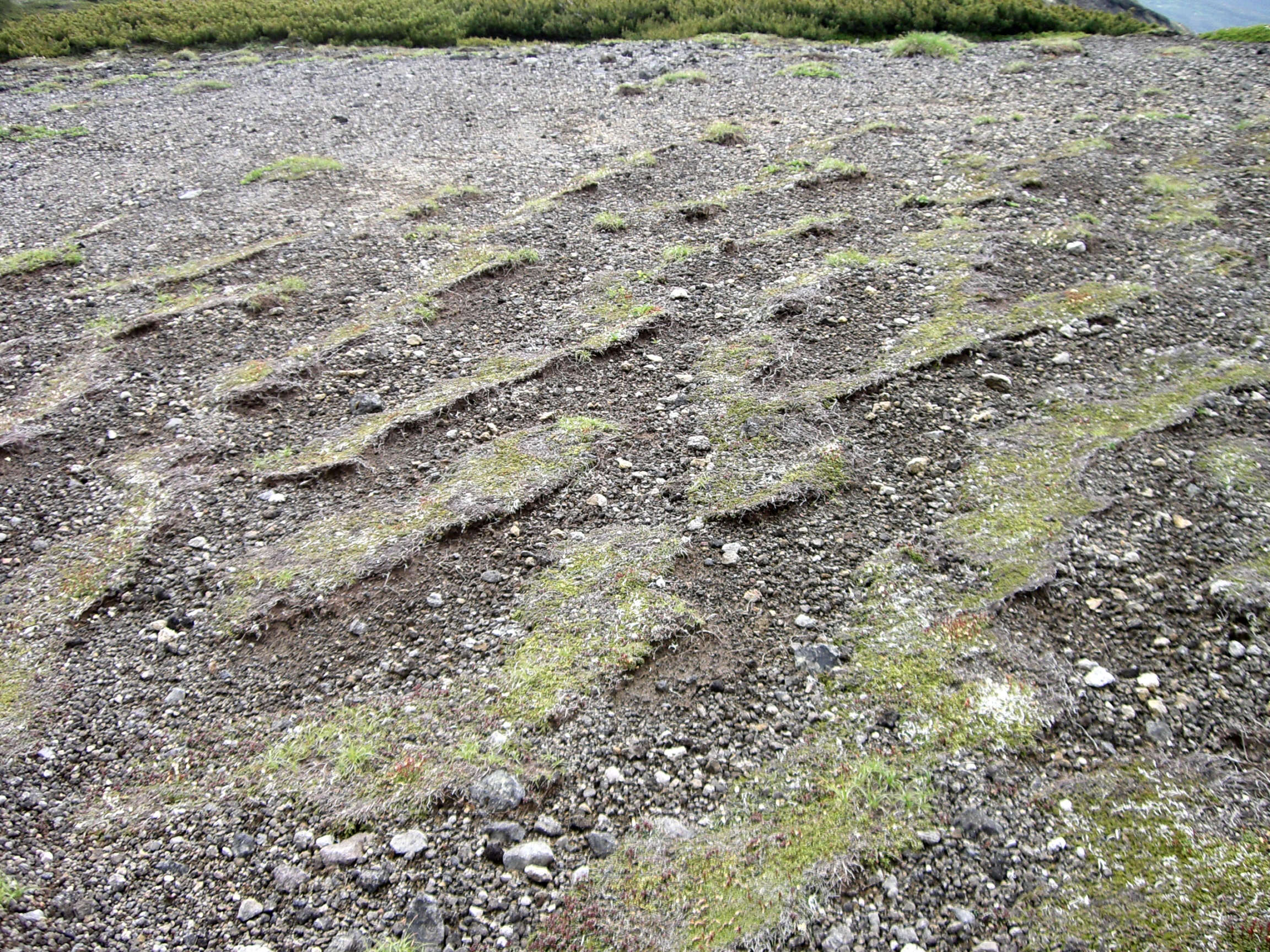
大雪山のお鉢平周辺の斜面で見られるソリフラクション、向かって左が高位側

凍結融解に伴う土質斜面での緩速度の物質移動の総称。周氷河ソリフラクションともいう。もともとsoil flowを意味する用語であったが、現在は凍結融解に伴う匍行を意味する。高緯度や高山など周氷河地域に顕著にみられる。
ソリフラクションは、フロストクリープ（霜柱の成長・融解に伴う岩屑の上下運動による匍行）とジェリフラクションの積算移動で生じる。ジェリフラクションは、季節凍土の融解進行時に融解が及んでいない凍土が不透水層となることと、地中のアイスレンズの融解により過剰な水分が供給されることで、土壌のせん断強度が低下するために発生する。したがって、ソリフラクションは含水比が液性限界に近いか、それを越えたときに生じる。フロストクリープとジェリフラクションはともにマスムーブメントの一つであり、ジェリフラクションは特に凍土に関連したソリフラクションを指す。
土は斜面に対して垂直に凍上するが、融解沈下方向によってソリフラクションの変位は以下の三成分に区分される。
- 土粒子が鉛直下方に沈下するフロストクリープ
- 土の粘着性のために斜面上方側に沈下する後退移動
- 融解土のクリープにより斜面下方側に沈下するジェリフラクション

地表での移動速度は、凍結融解サイクルの頻度、斜面の傾斜、融解時の含水率（活動層の基底のアイスレンズの形成を含む）によって変化するが、一般的に年に数センチメートル程度である。移動する土の厚さは、日周期性の凍結融解では表層約10センチメートル、年周期性では表層約50センチメートルである。なお、移動速度は野外の観測で得られており、地表面ではペンキの変形・棒の移動などで、深さ方向はプラスチックやひずみゲージを貼った板を埋めて計測される。

## ソリフラクションにより形成される地形

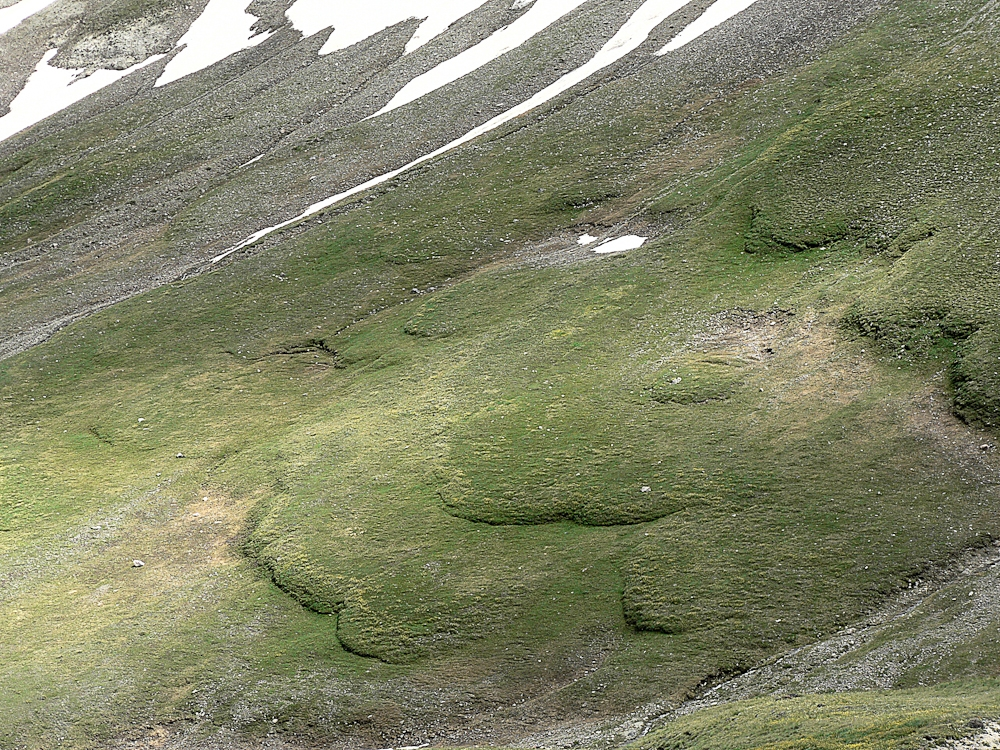
ワイオミング州のソリフラクションロウブ

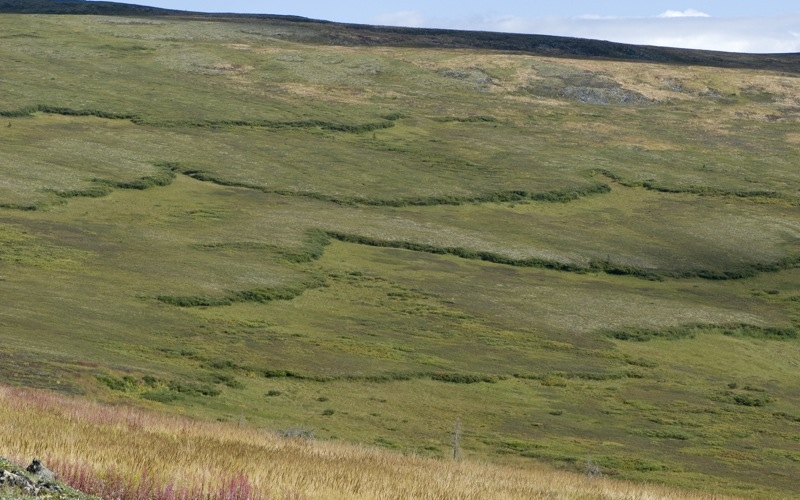
アラスカ州イーグルサミット付近のソリフラクションシート

ソリフラクションにより、以下の周氷河地形が発達する。

### 条線土
淘汰構造土の一種。構造土は、平坦な場所では対称的な円形土や多角形土となるが、斜面ではソリフラクションによって表土が斜面下方へ動くため細長い条線土となる。条線の線分間の距離が30センチメートルにも満たない構造土は、日周期の凍結融解によって形成され、深さも5センチメートル以内と浅い。これは、高山帯の砂礫地を注意深く観察するとみつけられる。一方で、年周期の凍結融解によると、線分間の距離は数十センチメートルから数メートルとなる。この構造土は、高山帯から亜高山帯の浅く湛水する凹地にみられ、日本では北海道のトムラウシ山（大雪山系）・草津白根山の釜池・北八ヶ岳の亀甲池が代表的である。

### ソリフラクションテラス
階状土、テラスともいう。斜面の最大傾斜と直交か、斜交する方向に階段状の縦断形をもつ構造土。高さは数十センチメートル。凍結融解が関与していると考えられているが、詳しい成因は不明。ソリフラクションテラスの平面形が鱗状のものは、ソリフラクションロウブと同種のものだといわれる。

### ソリフラクションロウブ
ソリフラクションで流動した先端が舌状のもの。下端に高さ0.1から2メートルの明瞭な急斜面をつくるが、舌状部分の幅が25メートルを超すものは稀である。土層構造が不均一で、流動しやすい場所が舌状に伸びて形成される。長さの短いロウブが鱗状に段をなすものはソリフラクションテラスに分類される。丈の短い草本マットの下でおきたものを植皮ソリフラクションロウブと呼び、断面において草本マットが下に巻き込まれる構造を観察できる。階段の蹴上げ部に相当する地形で、ロウブの先端に礫が集積するものは礫質ソリフラクションロウブという。

### ソリフラクションシート
ソリフラクションで流動した範囲がロウブより広範に及ぶもの。シートは何段も重なることがある。凍上性を有する土層が水平方向に対して比較的一様な場合に生じる。